# Interkosmos (film)
Interkosmos – film fabularny science-fiction produkcji amerykańskiej z 1987 roku, nagrodzony Oscarem za najlepsze efekty specjalne. Reżyserem filmu jest Joe Dante, a producentem Steven Spielberg. Film ten jest oparty na wcześniejszej produkcji z 1966 roku – Fantastyczna podróż.

## Fabuła
Film opowiada o podróży pilota wojskowego w zminiaturyzowanej łodzi podwodnej wewnątrz ciała człowieka, który nie wie o tym fakcie.

## Obsada
- Dennis Quaid – porucznik Tuck Pendleton
- Martin Short – Jack Putter
- Meg Ryan – Lydia Maxwell
- Kevin McCarthy – Victor Scrimshaw
- Fiona Lewis – dr Margaret Canker
- Robert Picardo – kowboj
- Vernon Wells – pan Igoe
- Henry Gibson – pan Wormwood
- William Schallert – dr Greenbrush
- Wendy Schaal – Wendy
- Harold Sylvester – Pete Blanchard
- Mark L. Taylor – dr David Niles
- John Hora – dr Ozzie Wexler
- Orson Bean – Lydia's Editor
- Kevin Hooks – Duane Florney
- Kathleen Freeman – marząca kobieta
- Jason Laskay – człowiek ScrimShawa 1
- Frank A. Miller – człowiek ScrimShawa 2
- Dick Miller – taksówkarz
- Neil Ross – komputer (głos)

## Nagrody
- Oscar za najlepsze efekty wizualne.